# Yosuga no Sora
Yosuga no Sora (ヨスガノソラ) é um visual novel japonês desenvolvido pela Sphere. O jogo foi originalmente lançado para PC em 5 de dezembro de 2008. Um expansão do jogo intitulada Haruka na Sora foi lançada em 24 de outubro de 2009 que contém um material expandido de vários dos personagens principais do jogo original. Em 26 de maio de 2010 foi adaptado em um mangá publicado pela revista Comp Ace. Uma série de anime começou a ser exibida no Japão em 4 de outubro e foi finalizada em 20 de dezembro de 2010 com 12 episódios. Foi lançado em 29 de outubro de 2010 um novo jogo da série para Windows 7/Vista/XP.

## Sinopse
A história é sobre o estudante Kasugano Haruka que se tornou órfão junto com sua irmã gêmea Kasugano Sora que perderam seus pais em um acidente de carro. Devido à tragédia, os dois voltaram para uma cidade do interior chamada Okukozome e agora vivem na antiga casa onde o pai deles trabalhava como médico. Ainda em luto pela perda dos pais, Haruka passava todo tempo preso em casa sem conseguir se adaptar ao novo ambiente, mas, graças ao apoio do seu novo amigo Ryouhei, da vizinha Nao, da antiga amiga de infância Akira e de sua amiga Kazuha, ele consegue superar a tristeza e volta a viver feliz.

## Personagens

### Personagens principais

Imagem com as personagens principais.

Haruka Kasugano (春日野 悠, Kasugano Haruka)
Dublado por: Hiro Shimono
O protagonista de Yosuga no Sora. Com uma aparência suave e perfil fino, de muitas maneiras Haruka é a cara de sua irmã, como convém a gêmeos idênticos do sexo oposto. Gentil e honesto, ele forja amizades com uma facilidade notável. Haruka lida com a perda de seus pais com um coração forte, sobrecarregado com o conhecimento que o futuro de sua irmã delicada é dependente dele. No entanto, para entender o sucesso ele acredita que é preciso reconhecer o passado, e procura obter respostas para sua situação. Embora fosse popular entre as mulheres, teve outros casos amorosos com Kazuha, Amatsume, Nao e até mesmo com sua irmã até o fim da série. Quando percebe de que não poderia ter algum relacionamento com sua irmã, ele se isola, evita sua irmã, mas quando percebe que sua irmã tentaria se suicidar, Haruka vai atrás para impedir que cometa essa tal loucura. Quando volta a si, descobre que foi salvo por sua irmã e decide viajar para o exterior com sua irmã para recomeçar uma nova vida. Mas, com a partida de Haruka e Sora, Haruka parte realizado por ter cumprido seu propósito, por unir Nao, Ryohei, Akira, Kazuha e Kozue, acreditando de que poderiam estar felizes.
Sora Kasugano (春日野 穹, Kasugano Sora)
Dublado por: Hiroko Taguchi
Uma menina quieta, frágil e solitária. Ela é a irmã gêmea do Haruka. Tem uma doença que deixa seu corpo frágil, desde seu nascimento, Sora não pode ter uma vida de independências que muitos consideram um direito adquirido. Devido à sua saúde debilitada, ela é comparada com bonecas de porcelana delicadas, mas esta aparência angelical esconde uma personalidade problemática, tendo uma atitude preguiçosa e de poucas palavras. Preferindo navegar na Internet e comer alimentos instantâneos, enquanto Haruka está ao seu lado. Embora sempre perturbasse Haruka com mensagens de texto pelo celular, guarda outros sentimentos pelo seu irmão do que apenas um laço fraterno, inclusive nos tempos de infância em que eles se beijaram pela primeira vez. Com o tempo passa a se tornar responsável, temendo que seu irmão a deixe. Quando descobre de que está se tornando um peso para seu irmão, então ela resolve ir ao rio Omogoro próximo a residência de Akira para tentar suicidio, mas Haruka vai atrás para impedir essa tal loucura. Quando descobre que seu irmão estava disposto a entregar sua vida para estar com ela, Sora o salva e pede perdão por tudo pelo que fez e Haruka responde dizendo para não ser preocupar e que queria vê-la feliz. Contudo, viaja com seu irmão para recomeçar uma nova vida. Na sequência, Haruka na Sora , ela e Haruka de alguma forma conseguem se casar e tem um filho no caminho e moram em algum lugar na Escandinávia.
Nao Yorihime (依媛 奈緒, Yorihime Nao)
Dublado por: Yuka Inokuchi
Bonita, intelectual e uma nadadora fantástica, ela tem uma intimidade com Haruka, um ano mais velho que Haruka. Como uma leal amiga de infância, ela estava sinceramente arrasada quando pensou que nunca iria ver os dois irmãos novamente. Sora abriga um grande ressentimento para com ela, mas nunca explica as razões. Como Sora, também tem outros sentimentos por Haruka, que faz Sora ficar com ciúmes de seu irmão, como se quisesse roubá-la dela, como também teve dificuldades para ser aceita por Sora. No fim da série, recebe a notícia que Sora e Haruka dizendo que teriam viajado para o exterior e acredita que eles possam algum dia encontrar sua felicidade.
Akira Amatsume (天女目 瑛, Amatsume Akira)
Dublado: Kayo Sakata
Filha de uma família devota, Akira sempre vive sozinha mas alegre na propriedade de um santuário. Akira é muito energética e contagia aqueles ao seu redor, com uma personalidade inocente, faz amizade com grande facilidade. Devido à sua residência, Akira passa muito do seu tempo praticando os hábitos e tradições de uma miko (sacerdotisa) no santuário, incluindo o desempenho das cerimônias necessárias e festivais de férias. Fica sem jeito toda vez quando está com Haruka. Contudo, a mãe de Migiwa a adota porque sua mãe biológica falece, teve problemas em se relacionar mas passa a aceitá-la como filha. Seu pai adotivo era contra a ideia, mas a aceita por querer proteger o sorriso de Akira. Se relaciona bem com Sora.
Kazuha Migiwa (渚 一葉, Migiwa Kazuha)
Dublado por: Ryōko Ono
A filha de um homem rico, Kazuha vive uma vida que alguns podem comparar com as princesas modernas. Com grande inteligência e atenta a pequenos detalhes, como resultado de constantes viagens de seus pais, ela aprendeu a ter independência autossuficiente a partir de uma certa idade. No entanto Kazuha não se considera superior aos outros. Embora Haruka tenha percebido sua fragilidade, se apaixona por Haruka. Acreditava-se, que Akira era sua irmã, mas no decorrer da série, descobre que Akira era adotada.
Motoka Nogisaka (乃木坂 初佳, Nogisaka Motoka)
Dublado por: Tae Okajima
Motoka está trabalhando como empregada doméstica na Casa Migiwa, formada na faculdade júnior há dois anos. Ela é a melhor amiga de Ifukube Yahiro. Durante a série em todo fim de episódios, passa a querer ter algum envolvimento com Haruka.

### Personagens Secundários

Demonstração de um diálogo do jogo

Kozue Kuranaga (倉永 梢, Kuranaga Kozue)
Dublado por: Yukari Minegishi
Presidente do conselho estudantil, uma posição de grande responsabilidade e funções importantes. Acaba tendo outros sentimentos por Haruka, mas não aceitou bem o seu relacionamento com Sora por serem irmãos, como também a partida deles para o exterior.
Yahiro Ifukube (伊福部 やひろ, Ifukube Yahiro)
Dublado por: Ryōko Tanaka
Melhor amiga de Nogisaka Motoka e proprietária de uma loja de doces, Yahiro procurando prefere gastar seu tempo dormindo e bebendo. Na verdade, é bem mal humorada e sarcástica mas isso esconde a verdadeira personalidade de Yahiro: uma mulher cujo passado é uma área repleta sonhos desfeitos, promessas esquecidas, e os amores perdidos.
Ryouhei Nakazato (中里 亮平, Nakazato Ryouhei)
Dublado por: Takurou Nakakuni
Sempre comete falhas e tem um comportamento bizarro, mas Ryouhei é o tipo de pessoa que você sempre pode contar. Quando algo chamada a atenção dele, Ryouhei pode oferecer bons conselhos, com um olho que identifica rapidamente a raiz do problema, mas começa ter uma queda por Sora, irmã de Haruka. É um grande amigo de Nao, como também arma um encontro às escondidas entre Nao e Haruka, porque queria fazer Nao feliz. Ryouhei se relaciona bem com Haruka, mas é péssimo quando se trata de ser discreto.

## Mídia

### Anime

Exemplo do bônus em Super deformed exibido no episódio 4

Yosuga no Sora, foi adaptado em um anime. Ela começou a ser exibida em 4 de outubro de 2010 e terminou em 20 de dezembro de 2010 com 12 episódios. Cada episódio é composto por aproximadamente 22 minutos de duração e um bônus de 3 minutos. No anime o enredo é apresentado na forma de multi-arcos, em cada arco, a história é focada no relacionamento amoroso do protagonista Haruka com uma das personagens femininas (Kazuha, Akira, Nao, e Sora). Isso acontece pois a série é baseada no jogo (que não tem um único rumo principal). No jogo as ações do jogador faziam com que o protagonista tivesse um relacionamento com uma personagem (uma de cada vez), e no final, ele construia uma relação íntima com uma dessas meninas. Por isso a história no anime toma diferentes caminhos, voltando e recomeçando de algum ponto. O bônus centraliza em uma pequena história de Motoka, confiando mais amplamente no humor e desenhos de personagens em SD. Tanto o episódio normal quanto o bônus possuem um próprio tema de encerramento ao final de cada episódio. O primeiro volume da série foi lançado em DVD com os episódios 1-3, junto com o primeiro volume de Blu-ray que foi lançado com os quatro episódios. Da mesma forma, o segundo volume de DVD terá os episódios 4-6, mas o volume de Blu-ray terá quatro episódios. O terceiro volume de DVD com os episódios 7-9, e o volume de terceiro Blu-ray também terá quatro episódios. O quarto e último volume do DVD acompanhará os episódios 10-12, mas a quarta edição de volume padrão Blu-ray enumera quatro episódios. Além disso, a quarta edição limitada do volume de Blu-ray, enumera cinco episódios. Assim a versão lançada em Blu-Ray terá mais episódios que a versão apresentada na televisão. O primeiro volume DVD / Blu-ray foi lançado em 22 de dezembro de 2010. O segundo e terceiro volume DVD/ Blu-ray foram lançados em 26 de janeiro de 2011 e 23 de fevereiro de 2011, respectivamente. O quarto volume de DVD e a quarta edição limitada do volume de Blu-ray foi lançado em 23 de março de 2011, mas a edição do quarto volume padrão de Blu-ray foi lançado em 6 de abril de 2011. O primeiro e terceiro volume de Blu-ray incluiu um bónus (CD), enquanto os outros dois volumes de Blu-ray incluíram um CD de cada trilha sonora. A quarta edição limitada do volume de Blu-ray também adicionou uma figura de pelúcia.

#### Episódios
(As letras entre parênteses estão relacionadas com o arco, por exemplo, (A3) é o terceiro episódio do arco da Akira).

Legenda: A-Akira, K-Kazuha, N-Nao, S-Sora.
| #            | Título Original                      | Título em Português (Tradução) | Data de Exibição (Japão) |
| ------------ | ------------------------------------ | ------------------------------ | ------------------------ |
| 01 - (AKNS1) | "Haruka na Kioku" (ハルカナキオク)   | Lembrança Distante             | 4 de outubro de 2010     |
| 02 - (AK2)   | "Akira Hazukashi" (アキラハズカシ)   | Akira envergonhada             | 11 de outubro de 2010    |
| 03 - (K3)    | "Tsukazu Hanarezu" (ツカズハナレズ)  | Distância Cuidadosa            | 18 de outubro de 2010    |
| 04 - (K4)    | "Harukazu Hāto" (ハルカズハート)     | O Coração de Haruka            | 25 de outubro de 2010    |
| 05 - (A3)    | "Yami Akiraka ni" (ヤミアキラカニ)   | A luz nas trevas               | 1 de novembro de 2010    |
| 06 - (A4)    | "Akiramenai yo" (アキラメナイヨ)     | Eu não vou desistir            | 8 de novembro de 2010    |
| 07 - (NS2)   | "Tsumi na Otomera" (ツミナオトメラ)  | Virgens Pecadoras              | 15 de novembro de 2010   |
| 08 - (N3)    | "Nao Kuraki Sora" (ナオクラキソラ)   | O Céu continua escuro          | 22 de novembro de 2010   |
| 09 - (N4)    | "Haruka na Omoi" (ハルカナオモイ)    | Sentimentos distantes          | 29 de novembro de 2010   |
| 10 - (S3)    | "Tori no Sorane wa" (トリノソラネハ) | Imitando o granido do pássaro  | 6 de dezembro de 2010    |
| 11 - (S4)    | "Sorameku Futari" (ソラメクフタリ)   | Um casal incerto               | 13 de dezembro de 2010   |
| 12 - (S5)    | "Haruka na Sora e" (ハルカナソラヘ)  | Para o céu distante            | 20 de dezembro de 2010   |

### Mangá
Yosuga no Sora, foi adaptado em um mangá com o mesmo título, sua primeira edição foi publicada em maio de 2010 pela revista Kadokawa Shoten's Comp Ace. O segundo e último volume do mangá foi lançado em 25 de dezembro de 2010.

### Música

Capa do single da música Tsunagu Kizuna

Em 26 de setembro de 2008 foi lançado um single composto por Manack e cantado por Rita contendo 4 músicas com 19 minutos e 10 segundos de duração ao todo. No dia 27 de fevereiro de 2009 foi lançado as OST do primeiro jogo da série, compostas por Manack o CD contém ao todo 21 canções com aproximadamente 1 hora e 03s de duração. O CD da abertura Hiyoku no Hane foi lançado em 27 de outubro de 2010. Também em 27 de outubro de 2010 foi lançado o single de temas inseridos no anime que tem como destaque a música Tsunagu Kizuna que é o tema que apresenta os créditos do anime, o single é cantado por Team. Nekocan [Neko] em parceria com Junca Amaoto. O single do tema de encerramento “Pinky Jones” cantado pela banda Momoiro Clover foi lançado em 10 de novembro de 2010. O primeiro Blu-ray do anime lançado em 22 de dezembro de 2010 foi acompanhado por um bônus CD intitulado Kazha Migiwa Soundtrack. 
O anime, ao contrário de muitos outros possui 2 encerramentos (O primeiro "Tsunagu Kizuna" apresenta os créditos do anime, sendo que é uma música mais melodiosa e o segundo encerramento com o tema "Pinky Jones" aparece após um bônus final, e mostra um lado mais humorado com as personagens em SD e não tem relação nenhuma com a história em si).

#### Músicas do anime
Abertura
- "Hiyoku no Hane" por eufonius

### Encerramento
- "Tsunagu Kizuna" por Team. Nekocan [Neko] em parceria com Junca Amaoto
- "Pinky Jones" por Momoiro Clover